# یاشنگ (استان پومرانی)
یاشنگ (به لاتین: Jasień) یک روستا در لهستان است که در گمینا چارنا دانبرووکا واقع شده‌است. یاشنگ ۴۰۲ نفر جمعیت دارد.